# 1305
| Calendário gregoriano                                                        | 1305 MCCCV                                           |
| Ab urbe condita                                                              | 2058                                                 |
| Calendário arménio                                                           | 754 – 755                                            |
| Calendário bahá'í                                                            | -539 – -538                                          |
| Calendário budista                                                           | 1849                                                 |
| Calendário chinês                                                            | 4001 – 4002 Início a 26 de janeiro (aproximadamente) |
| Calendário copta                                                             | 1021 – 1022                                          |
| Calendário etíope                                                            | 1297 – 1298                                          |
| Calendários hindus - Vikram Samvat - Calendário nacional indiano - Cáli Iuga | 1360 – 1361 1226 – 1227 4405 – 4406                  |
| Calendário Holoceno                                                          | 11305                                                |
| Calendário islâmico                                                          | 704 – 705                                            |
| Calendário judaico                                                           | 5065 – 5066                                          |
| Calendário persa                                                             | 683 – 684                                            |
| Calendário rúnico                                                            | 1555                                                 |
| Calendário solar tailandês                                                   | 1848                                                 |

1305 (MCCCV, na numeração romana) foi um ano comum do Calendário Juliano, da Era de Cristo, a sua letra dominical foi C (52 semanas), teve início a uma sexta-feira e terminou também a uma sexta-feira.
| Ano completo                       |
| ---------------------------------- |
| Ano comum com início à sexta-feira |

## Eventos

### Roma
- 5 de junho — Papa Clemente V é escolhido sucessor de Papa Bento XI.[1] Desde a morte de Bento, em 8 de julho do ano anterior, a Santa Sé estava vacante.[2]
- Clemente revoga as bulas papais contra a França, emitidas por seu antecessor.[1]
- Thomas Joyce é nomeado cardeal.[1]
- Bernardus Guidonis é nomeado inquisidor contra os albigenses.[1]

### França
- Os templários são ameaçados na França pelo rei Filipe, o Belo.[1]

### Alemanha
- Filipe, um abade cisterciense, é nomeado bispo de Eichstätt.[1]

### Literatura
- Henry Stero completa o livro História dos Imperadores da Alemanha.[1]
- Everardo [quem?] termina sua continuação dos Anais de Stero.[1]
- Vitalis de Furno escreve Espelho Moral sobre a Escritura.[1]

## Nascimentos
- Julho — Pedro II da Sicília (m. 1342)

## Mortes
- 23 de agosto — William Wallace, Guerreiro escocês que liderou seus compatriotas na resistência à dominação inglesa imposta pelo reinado de Eduardo I, n. 1276.
- 10 de setembro — Nicolau Tolentino, santo, padre e místico católico italiano (n. 1245).
- Guy de Dampierre, foi conde da Flandres desde 1257 e de Namur entre 1263 e 1298, n. 1225.